# Glog
Glòg (znanstveno ime Crataegus) je zelo razširjen grm oz. nizko drevo, na Slovenskem visoko navadno do 5m, drugod pa lahko doseže tudi 14m. Raste v Evropi, severni Afriki in zahodni Aziji. Glogi so morfološko in ekološko zelo raznolik in za botanike zahteven rod. V obdobju opisovanja novih vrst na osnovi najmanjših morfoloških razlik so na primer samo v Severni Ameriki razlikovali 1100 vrst glogov. Pozneje so število vrst močno zmanjšali. V Evropi raste približno 20, v Sloveniji pa 3 vrste glogov.
Ima ostre trne, listi so 2–4 cm dolgi.
Gloge prepoznamo med drugimi rožnicami po majhnih nazobčanih listih, po navadno trnastih vejah in po mokastih plodovih, ki imajo v sredini zelo trdo koščico.

## Cvetenje
V maju ali juniju pričenja cveteti evropska vrsta enovrati glog (Crataegus monogyna), ki ima v cvetu en sam pestič in v rdečem plodu eno samo seme. Cvetovi enovratega gloga so bele barve. Navadni glog (Crataegus laevigata), ki cveti približno 14 dni pozneje kot enovratni glog, ima v cvetu dva do tri pestiče in dve do tri semena v plodu. Ostrogasti glog (Crataegus crus-galli) ima na vejah do 6 cm dolge, zakrivljene trne, nekrpate liste s skoraj gladkim listnatim robom, svetleče rjave popke in rdeče prašnice.

## Slovenska poimenovanja
Glog je ljudem znan tudi kot beli trn, glag, glagon, enovratni glog, gloginje, glogovec, glozje, gložje, medvedove hruške, itd.

## Nekaj izbranih vrst
| - Crataegus aemula - Crataegus aestivalis - Crataegus altaica - Crataegus ambigua - Crataegus ambitiosa - Crataegus anamesa - Crataegus ancisa - Crataegus annosa - Crataegus apiifolia - Crataegus apiomorpha - Crataegus aprica - Crataegus arborea - Crataegus arcana - Crataegus arkansana - Crataegus arnoldiana - Crataegus arrogans - Crataegus ater - Crataegus austromontana - Crataegus azarolus - acarola - Crataegus biltmoreana - Crataegus boyntonii - Crataegus brachyacantha - Crataegus calpodendron - Crataegus canbyi - Crataegus champlainensis - Crataegus chlorosarca - Crataegus chrysocarpa - Crataegus coccinoides - Crataegus collina - Crataegus columbiana - Crataegus compta - Crataegus crus-galli - trnati ali ostrogasti glog - Crataegus cuneata - Crataegus cupulifera - Crataegus dahurica - Crataegus diffusa - Crataegus douglasii - Crataegus dsungarica - Crataegus dunbarii - Crataegus ellwangeriana - Crataegus erythropoda - Crataegus flabellata - Crataegus flava | - Crataegus fontanesiana - Crataegus heldreichii - Crataegus henryi - Crataegus heterophylla - Crataegus holmesiana - Crataegus hupehensis - Crataegus intricata - Crataegus jackii - Crataegus jonesiae - Crataegus laevigata (syn. C. oxyacantha) - navadni glog - Crataegus lavallei (C.Carrierei) - Crataegus mackenzii - Crataegus macrosperma - Crataegus marshalli - Crataegus maximowiczii - Crataegus mercerensis - Crataegus missouriensis - Crataegus mollis - Crataegus monogyna - enovrati glog - Crataegus nigra - panonski glog - Crataegus oliveriana - Crataegus orientalis - Crataegus pedicellata - pecljati glog oz. škrlatni trn - Crataegus pentagyna - Crataegus peregrina - Crataegus phaenopyrum - Crataegus pinnatifida - Crataegus pruinosa - Crataegus pubescens (syn. C. stipulacea) - Crataegus punctata - Crataegus puntamiana - Crataegus rhipidophylla (syn. C. rodiformis ali C. curvisepala) - čašasti glog - Crataegus rivularis - Crataegus saligna - Crataegus sanguinea - Crataegus spathulata - Crataegus submollis - Crataegus succulenta - Crataegus tanacetifolia - Crataegus triflora - Crataegus uniflora - Crataegus viridis - Crataegus wattiana - Crataegus wilsonii |

## Uporaba
Glog je zdravilna rastlina. Za namene zdravljenja so uporabni listi, cvetovi in plodovi gloga.

## Zdravilni učinki
Glog deluje pomirjujoče na centralni živčni sistem, znižuje visok krvni pritisk, pomaga proti nespečnosti, zdravi grlo in dlesni, kot krema pomlajuje in ščiti kožo, glogov čaj se največ uporablja za zdravljenje in uravnavanje krvnega tlaka ter za krepitev srca, ....

### Opozorilo
Glogovi plodovi so užitni, uživanje večjih količin v presnem stanju pa zaradi težke prebavljivosti ni priporočljivo. Sveže koščice so nekoliko strupene, ker vsebujejo cianovodikovo kislino.
- Brez nadzora zdravnika gloga ni priporočljivo jemati.
- Po 5-7 dnevih zdravljenja z glogom je priporočljivo narediti dva dni premora.
- Po daljšem jemanju povzroča zastrupitev.

## Galerija
- Cvet enovratega gloga (C. monogyna)
- Cvet navadnega gloga (Crataegus oxyacantha)
- Spomladanski cvet C.laevigata x monogyna
- Sadež Crataegus pinnatifida